# Drakula 2000
A Drakula 2000 egy amerikai vámpír- és horrorfilm, amelyet Patrick Lussier írt és rendezett Patrick Lussier és Joel Soisson forgatókönyve alapján. A főbb szerepekben Gerard Butler, Christopher Plummer, Jonny Lee Miller, Justine Waddell és Jennifer Esposito látható. A film cselekménye Drakulát követi nyomon aki feltámadt és a 21. század világában, New Orleansben kutatja az ő véréből származó Mary Hellert, aki nem más, mint Abraham Van Helsing lánya.

## Cselekmény
Matthew Van Helsing, a híres 19. századi holland orvos, Abraham Van Helsing állítólagos leszármazottja, egy antik üzlet tulajdonosa a londoni Carfax apátság területén. Egy éjjel tolvajok törnek be az üzlet földalatti páncéltermébe, ahol találnak egy lezárt ezüst koporsót. Ellopják a koporsót, majd New Orleansbe repülnek. Mikor Van Helsing rájön a lopásra, Amerikába utazik és az antikváriumot rábízza tanítványára, Simonra, aki azonban nem hallgat rá és titokban követi mesterét.
Eközben a repülőgép fedélzetén az egyik tolvaj felnyitja a koporsót, amelyben Drakula gróf alvó testét találja. Drakula felébred és megtámadja a repülőgéputasait, a repülőgép pedig a louisianai mocsarasba zuhan. Drakula túléli a balesetet és New Orleansbe utazik, ahol Mary Heller és Lucy Westerman főiskolai hallgatók élnek. Mary elidegenedett a családjától, és nemrégóta egy furcsa, félelmetes férfi kísérti rémálmaiban.
Van Helsing és Simon New Orleansbe érkeznek, és Solina és Marcus kivételével elpusztítják a Drakula feltámadása óta teremtett vámpírokat. Ezt követően Van Helsing beismeri Simonnak, hogy valójában ő Abraham Van Helsing, aki 1897-ben legyőzte Drakulát. Mivel nem tudta véglegesen elpusztítani a vámpírt, Van Helsing elrejtette annak testét és meghosszabbította saját életét, Drakula vérének segítségével, amelyet piócák segítségével nyert ki Drakula testéből és a koporsóból. Van Helsing azt is elmondja Simonnak, hogy Mary nevű lánya anyjával Londonból Amerikába költözött és hogy mivel egy vérből valóak, Drakula érzékeli a lány jelenlétét, ezért érkezett New Orleansbe, hogy megtalálja a lányt, akivel telepatikus kapcsolatba is tud lépni.
Van Helsing és Simon megpróbálja előbb elérni Mary-t, mint Drakula, de ez nem sikerül nekik, miközben Lucy is vámpírrá változik. Drakula és három új menyasszonya, Solina, Lucy és Valerie (egy riporternő, akit a repülőgép lezuhanása után harap meg és változtat át) megölik Van Helsinget. Simon és Mary elmenekülnek, de Drakula hamarosan rájuk talál és magával viszi a nőt, majd miközben harapásával vámpírrá teszi, felfedi neki valós énjét. Eszerint ő nem más, mint Iskarióti Júdás, aki 30 ezüstpénzért elárulta Jézust. Miután felakasztotta magát, a túlvilág nem fogadta be, így kétezer éve elátkozottként, vámpírként éli az életét. Eközben Drakula menyasszonyai elfogják Simont, Drakula pedig arra utasítja Mary-t, hogy harapásával tegye vámpírrá a férfit. Mary ezt nem teszi meg, megmenti a férfit, majd megölik a három vámpír menyasszonyt és harcba szállnak Drakulával. Mary egy kábel segítségével, amit Drakula nyaka köré teker, leveti magát a tetőről. Drakula csakúgy, mint kétezer éve, ott lóg, nyaka körül kötéllel, azonban ezúttal a másvilág befogadja lelkét és a hajnali nap első sugaraiban teste hamuvá ég.
Mary túléli a zuhanást, miután Drakula utolsó szavaival feloldozza, mondván "Én elengedlek téged!" Mivel kételkedik Drakula halálában, a hamvait koporsóba zárva visszaviteti a Carfax-apátság alatti rejtekhelyére és megesküszik, hogy élete végéig őrzi majd. A zárójelenetben befejezve elbeszélését kijelenti, hogy ő Mary van Helsing, az apja leánya, amit nem változtathat meg semmi.

## Szereposztás
| Karakter                      | Színész             | Magyar hang           |
| ----------------------------- | ------------------- | --------------------- |
| Drakula                       | Gerard Butler       | Haás Vander Péter     |
| Abraham / Matthew Van Helsing | Christopher Plummer | Kristóf Tibor         |
| Simon Sheppard                | Jonny Lee Miller    | Bozsó Péter           |
| Mary Heller                   | Justine Waddell     | Zakariás Éva          |
| Lucy Westerman                | Colleen Fitzpatrick | Zsigmond Tamara       |
| Solina                        | Jennifer Esposito   | Vándor Éva            |
| Marcus                        | Omar Epps           | Kálid Artúr           |
| Trick                         | Sean Patrick Thomas | Csőre Gábor           |
| Nightshade                    | Danny Masterson     | Crespo Rodrigo        |
| Eddie                         | Lochlyn Munro       | Barát Attila          |
| Dax                           | Tig Fong            |                       |
| Charlie                       | Tony Munch          | Katona Zoltán         |
| Valerie Sharpe                | Jeri Ryan           | Ullmann Zsuzsa        |
| J.T.                          | Shane West          | Damu Roland           |
| David atya                    | Nathan Fillion      | Bede Fazekas Szabolcs |
| Bemondó                       | Tom Kane            | Megyeri János         |
| Gautreaux nyomozó             | Jonathan Whittaker  | Wohlmuth István       |
| Dr. Seward                    | Robert Verlaque     |                       |
| Jézus                         | David J. Francis    |                       |

## Bevétel
A Dracula 2000 első hetében a 7. helyen nyitott a pénztáraknál, 6 636 567 dollár bevételre szert téve. Ez az összeg a második héten 56,5%-kal esett, a film a 8. helyre csúszott vissza a listán, összesen pedig 33 022 767 dollárt hozott a készítőknek belföldön és 14 030 858 dollárt külföldön. Ezzel az 54 millió dolláros költségvetést sem térítette meg. Az Egyesült Államokban és Kanadában, valamint a világ más országaiban, ahol megjelent, a későbbi videón való kiadás további 32 millió dollár bevételt termelt.

## Kritikai visszhang
A kritikusok jellemzően negatív véleménnyel voltak a filmről. A Rotten Tomatoes 66 értékelés alapján 17%-os minősítést adott a filmnek, megjegyezve, hogy a mű ugyan megpróbált egy új eredettörténetet adni Drakula karakterének, de ez nem talált széles körű tetszésre.
A Metacritic oldalán  100-ból 26 pontot kapott, 14 kritikus véleménye alapján. Berge Garabedian, a JoBlo.com oldalom pozitív értékelést jelentetett meg, "szórakoztató vámpírfilmnek" írva le a történetet, "egy régi idő legendájának újszerű adaptációjának" jellemezve, valamint megjegyezve, hogy "nagyon jó lehetőség mindenkinek, aki élvezetesen véres szórakozást keres". BeyondHollywood.com azt írta: "A Dracula 2000 nem a legrosszabb vámpírfilm, de nem is feltétlenül a legjobb. Van néhány nagyon jó pillanat benne, főként mikor van Helsing harcol a vámpírokkal, de értékelhető Drakula vonakodása az ezüsttől, a kereszttől és Istentől, ezáltal pedig az új karaktereredet. Nem rossz munka, de sokkal jobb is lehetett volna."
Owen Gleiberman, az Entertainment Weekly amerikai heti magazinban "C-" pontszámot adott a filmnek, míg James Berardinelli filmkritikus szerint ez a film és Butler Drakulája semmivel sem zavaróbb, mint a Drakula halott és élvezi vagy a Szezám utca vámpírja.

## Zene
A film rock és metal hangzású zenéket tartalmaz. Felhangzik benne a Powerman 5000 "Ultra Mega", a Linkin Park "One Step Closer" és a Pantera "Avoid the Light" című száma is. A filmzenéért Marco Beltrami volt a felelős, ezeket a Varèse Sarabande kiadó 2017-ben megjelentette CD-n a Little Box Of Horrors készletének részeként.

## Folytatások
A Drakula 2000-et két folytatás követte. 2003-ban a Drakula 2. – Mennybemenetel, 2005-ben pedig a Drakula 3. – Az örökség. Lussier és Joel Soisson, akik mindhárom filmet rendezték és írták, egy negyedik epizódot is terveztek, azonban az már nem készült el.

## További információ
- Drakula 2000 az Internet Movie Database oldalon (angolul)
- Drakula 2000 a Box Office Mojo oldalon (angolul)
- Drakula 2000 a Rotten Tomatoes oldalon (angolul)

- Drakula 2000 a Metacritic oldalon (angolul)